# Post-bop
Genres associés
Néo-bop
Le post-bop est une terminologie du jazz qui possède plusieurs définitions. Le musicologue Barry Kernfeld explique dans le New Grove Dictionary of Music and Musicians que le post-bop est « un terme vague, utilisé soit stylistiquement soit chronologiquement (avec des résultats divergents) pour décrire toute continuation ou amalgame du bop, du jazz modal et du free jazz ; sa signification s'étend parfois au swing et aux styles antérieurs ou à la fusion et aux styles du tiers-monde. » Le terme a été diversement défini comme une période musicale, un genre musical, un style musical et un corps musical, parfois dans des périodes chronologiques différentes, en fonction de l'auteur. 

## Histoire
Les origines de ce courant remontent à des travaux fondamentaux menés par des musiciens comme Miles Davis,  John Coltrane, Herbie Hancock, Wayne Shorter, McCoy Tyner, Charles Mingus et Bill Evans. De façon générale, le terme de post-bop fait référence au jazz du milieu des années 1960 montrant des influences du hard bop, du jazz modal, de l'avant-garde jazz et du free jazz, sans nécessairement pouvoir être identifié à aucun de ces courants. Le terme est d'usage relativement récent[Quand ?] et n'était pas communément usité au cours de sa période de vitalité.
Une grande partie du post-bop est publié sur le label Blue Note Records. Parmi les albums clés du genre, on peut citer Speak No Evil de Wayne Shorter, The Real McCoy de McCoy Tyner, Maiden Voyage de Herbie Hancock et Search For the New Land de Lee Morgan. La plupart des artistes associés au post-bop ont également travaillé dans d'autres champs du jazz ; le post-bop se recoupe tout particulièrement avec le hard bop tardif.
Au début des années 1970, la plupart des artistes majeurs du post-bop se sont orientés vers une des nombreuses variantes du jazz fusion. Wynton et Branford Marsalis ou encore Christian McBride, Kenny Kirkland et Kenny Garrett furent les meneurs d'une réminiscence du genre au cours des années 1980 et 1990, qui se poursuit encore de nos jours (voir néo-bop).